# Brachymeniopsis
Brachymeniopsis là một chi rêu trong họ Funariaceae.